# Christophe Ndabananiye
Christophe Ndabananiye (*  1977 in Lubumbashi, Demokratische Republik Kongo) ist ein ruandisch-deutscher Bildender Künstler.

## Leben
Christophe Ndabananiye wurde 1977 als Sohn ruandischer Eltern in der Demokratischen Republik Kongo geboren. Von 1991 bis 1994 studierte er an der École d‘Art de Nyundo in Ruanda und von 2002 bis 2008 an der Hochschule der Bildenden Künste in Saarbrücken und schloss mit Diplom ab. 2006/07 absolvierte er ein Auslandsjahr an der École Supérieure des Beaux-Arts de La Réunion, Insel La Réunion. Seit 2009 lebt er in Berlin.

## Werk
Das Metathema der Spuren steht im Mittelpunkt der Arbeiten von Christophe Ndabananiye. Spuren aus der Vergangenheit und Erinnerungen werden untersucht, immer wieder neu entdeckt und in der Gegenwart abermals lebendig und sichtbar gemacht. Die Spuren werden vor allem im geschichtlichen Kontext gesehen, wobei dies Gedanken, Ideen, Gegenstände, Gefühle oder konkrete Erlebnisse sein können. Bei der stetigen Suche im Gestern verwendet Ndabananiye unterschiedliche Materialien und Medien, malt vorwiegend mit Bootslack und Acryl, aber auch die Foto- und Videokamera ist als ständiger Begleiter dabei.

## Einzelausstellungen (Auswahl)
- 2010: Spuren, IWALEWA-Haus, Bayreuth[1]
- 2011: Traces, Centre de Formation REFUGE ICYUGAMO in Masaka, Ruanda
- 2011: Spuren, Plattform für Gegenwart – Alexandra von Scholz, Berlin
- 2013: Von dort bis hier, Überreste Galerie Listros – Von dort bis hier[2], Berlin[3]

## Gruppenausstellungen (Auswahl)
- 2007: Projet container, École Supérieure des Beaux-Arts de La Réunion, Insel La Réunion
- 2008: Herbstsalon 2008, Kulturzentrum am Eurobahnhof (KuBa), Saarbrücken
- 2008: Diplomparcours: Rauminstallation „Der Schuh – persönlich vs.unpersönlich“ in der Sonderwerkstatt am Eurobahnhof, Saarbrücken
- 2010: angezettelt!, 25 Jahre Saarländisches Künstlerhaus, Saarbrücken
- 2010: Afrikanische Vielfalt, Gruppenausstellung im August Bebel Institut, Berlin
- 2011: gruppe otto, Gruppenausstellung im Westwerk, Leipzig
- 2011: Nomadic Settlers - Settled Nomads, Kunstraum Kreuzberg/Bethanien, Berlin
- 2012: ...what makes you white?, Gruppenausstellung, Verein Berliner Künstler, Berlin
- 2012: FLYING, Gruppenausstellung, Künstlerhaus Bethanien, Berlin
- 2015: YESTERNOW. Zwischen Jetset und Vergessen Teil II, Gruppenausstellung, Ballhaus Naunynstraße, Berlin

## Stipendien
- 2011: Ausstellungsstipendium ifa (Institut für Auslandsbeziehungen)[4]

## Öffentliche Sammlungen
- IWALEWA-Haus, Bayreuth